# Тот, Балаж (футболист, 1997)
Балаж Тот (венг. Tóth Balázs; род. 4 сентября 1997, Казинцбарцика, Боршод-Абауй-Земплен) — венгерский футболист, вратарь английского клуба «Блэкберн Роверс».

## Клубная карьера

### Ранняя карьера
Свои первые шаги в футболе Тот начал делать в молодёжной команде «Казинцбарцика», а контракт получил после того, как забил 11 голов в школьном матче в Зубоге. Сначала Тот был нападающим, но стал вратарём после того, как во время тренировки занял место в воротах и впечатлил своей игрой тренера Иштвана Сабо.
В 12 лет Тот подписал контракт с «Академией Пушкаша». В 2012 году Тот присоединился к команде «Фехервар» до 17 лет, а через год вернулся в «Академию Пушкаша».

### «Академия Пушкаша»
В сезоне 2015–2016 годов Балаж Тот выиграл чемпионат Венгрии среди юношей до 19 лет. В сезоне 2016–2017 годов он был запасным игроком в двух домашних матчах против клубов «Сольнок» и «Сеол», а «Академия Пушкаша» выиграла чемпионат Венгрии.

### Аренда в «Чаквар»
В 2018 году Тот перешел на правах аренды в команду Национального чемпионата II «Чаквар». Он дебютировал в за новый клуб в домашнем матче против «Чегледи», завершившимся вничью (3:3). Балаж впервые сыграл на ноль в домашнем матче против «Будафоки» (0:0). В течение сезона он провел 25 матчей в чемпионате, а «Чаквар» финишировал 11-м.

### Возвращение в «Академию Пушкаша»
30 ноября 2019 года Тот подписал контракт на два с половиной года. Он дебютировал в Чемпионате Венгрии 14 марта 2020 года в матче против «Мезёкёвешд», сохранив ворота в неприкосновенности после того, как вышел на замену на 40-й минуте вместо травмированного Лайоша Хегедуша. После возобновления чемпионата, который был приостановлен из-за пандемии COVID-19, Тот стал основным вратарём клуба.
В сезоне 2020–2021 годов Тот сыграл 30 матчей в чемпионате и в 12 играх не пропустил ни одного гола, а «Академия Пушкаша» заняла второе место в чемпионате. В сентябре и феврале Тот получил награду «Сэйв месяца», а также награду «Вратарь сезона».
В июле 2021 года Тот дебютировал в Лиге конференций УЕФА в выездном матче против финского «Интера», завершившемся со счётом 1:1 в первом квалификационном раунде. 15 июля 2021 года Тот получил травму плеча на 89-й минуте выездного матча против «МТК» (1:0). Из-за этой травмы он выбыл из строя до 5 марта 2022 года. В первой игре Балажа Тота после возвращения «Академия Пушкаша» проиграла «Уйпешту» на выезде со счетом 2:1. В общей сложности в сезоне 2021–2022 Тот сыграл 17 матчей в 7 из которых не пропустил ни одного гола. 1 апреля 2022 года Тот подписал новый контракт до 2026 года. В сезоне 2022–2023 годов Тот трижды не пропустил ни одного гола в 20 матчах чемпионата.

### «Фехервар»
9 августа 2023 года Балаж Тот перешёл в «Фехервар» на правах аренды с возможностью последующего выкупа. Он дебютировал в чемпионате в матче против своей бывшей команды, завершившемся выездной ничьей 2:2. В итоге Тот сыграл в 30 матчах чемпионата, в 13 из которых не пропустил ни одного гола. 31 мая 2024 года «Фехервар» воспользовался правом выкупа и подписал с ним контракт на постоянной основе. В начале сезона 2024–2025 годов Тот провел все четыре матча Лиги конференций УЕФА.

### «Блэкберн Роверс»
30 августа 2024 года Тот подписал трёхлетний контракт с английским клубом «Блэкберн Роверс» за неназванную сумму. 11 января 2025 года он дебютировал в матче Кубка Англии, в котором его команда одержала победу над «Мидлсбро» со счётом 1:0. В рамках Чемпионшипа вратарь впервые сыграл за «Блэкберн» 21 января 2025 года в матче против «Ковентри Сити», в котором потерпел поражение со счетом 2:0.

## Карьера в сборной
27 августа 2013 года Балаж Тош впервые сыграл за сборную Венгрии до 17 лет в домашнем матче против сборной Черногории до 17 лет, который закончился поражением венгров со счётом 2:1. 19 февраля 2014 года он снова был вызван в сборную, получив болезненный разгром от Италии до 17 лет со счётом 6:0. В этом матче он был заменён в перерыве. 15 октября 2015 года Тот вышел в стартовом составе сборной Венгрии до 19 лет в выездном матче против сборной Словакии до 19 лет, который закончился очередным разгромом со счётом 5:1, и в этот раз Тот был заменён в перерыве. 8 июня 2018 года Тот вышел на замену в выездном матче сборной Венгрии до 21 года против сборной Азербайджана до 21 года, завершившемся со счётом 3:3.
В марте 2021 года главный тренер Марко Росси вызвал Тота на отборочные матчи Чемпионата Мира по футболу против Польши, Сан-Марино и Андорры, однако во всех трёх матчах он остался на скамейке запасных. Из-за травмы плеча, полученной в июле 2021 года, Тота снова вызвали в сборную только в ноябре 2022 года, и он остался на скамейке запасных в товарищеских матчах против Люксембурга и Греции.
10 июня 2025 года Балаж Тот дебютировал за сборную, выйдя в основном составе в товарищеском матче против Азербайджана, который завершился победой венгров со счётом 2:1. На 58-й минуте Тот получил повреждение и был заменен на Петера Саппаноша.

## Личная жизнь
Отец Балажа Тота был вратарём в клубах венгерского Национального чемпионата II по гандболу.

## Статистика

### Клубная
| Клуб                | Сезон            | Лига                       | Лига | Лига | Национальный кубок | Национальный кубок | Континентальные | Континентальные | Другое | Другое | Общее | Общее |
| Клуб                | Сезон            | Дивизион                   | Игры | Голы | Игры               | Голы               | Игры            | Голы            | Игры   | Голы   | Игры  | Голы  |
| ------------------- | ---------------- | -------------------------- | ---- | ---- | ------------------ | ------------------ | --------------- | --------------- | ------ | ------ | ----- | ----- |
| Академия Пушкаша II | 2015–16          | Национальный чемпионат III | 11   | 0    | —                  | —                  | —               | —               | —      | —      | 11    | 0     |
| Академия Пушкаша II | 2016–17          | Национальный чемпионат III | 13   | 0    | —                  | —                  | —               | —               | —      | —      | 13    | 0     |
| Академия Пушкаша II | 2017–18          | Национальный чемпионат III | 15   | 0    | —                  | —                  | —               | —               | —      | —      | 15    | 0     |
| Академия Пушкаша II | 2019–20          | Национальный чемпионат III | 5    | 0    | —                  | —                  | —               | —               | —      | —      | 5     | 0     |
| Академия Пушкаша II | Итого            | Итого                      | 44   | 0    | 0                  | 0                  | 0               | 0               | 0      | 0      | 44    | 0     |
| Чаквар (аренда)     | 2018–19          | Национальный чемпионат II  | 25   | 0    | 0                  | 0                  | —               | —               | —      | —      | 25    | 0     |
| Чаквар (аренда)     | Итого            | Итого                      | 25   | 0    | 0                  | 0                  | 0               | 0               | 0      | 0      | 25    | 0     |
| Академия Пушкаша    | 2019–20          | Национальный чемпионат I   | 9    | 0    | 4                  | 0                  | 0               | 0               | —      | —      | 13    | 0     |
| Академия Пушкаша    | 2020–21          | Национальный чемпионат I   | 30   | 0    | 4                  | 0                  | 0               | 0               | —      | —      | 34    | 0     |
| Академия Пушкаша    | 2021–22          | Национальный чемпионат I   | 17   | 0    | 0                  | 0                  | 4               | 0               | —      | —      | 21    | 0     |
| Академия Пушкаша    | 2022–23          | Национальный чемпионат I   | 20   | 0    | 0                  | 0                  | 0               | 0               | —      | —      | 20    | 0     |
| Академия Пушкаша    | Итого            | Итого                      | 76   | 0    | 8                  | 0                  | 4               | 0               | 0      | 0      | 88    | 0     |
| Фехервар            | 2023–24          | Национальный чемпионат I   | 30   | 0    | 1                  | 0                  | —               | —               | —      | —      | 30    | 0     |
| Фехервар            | 2024–25          | Национальный чемпионат I   | 5    | 0    | 0                  | 0                  | 4               | 0               | —      | —      | 3     | 0     |
| Фехервар            | Итого            | Итого                      | 35   | 0    | 1                  | 0                  | 4               | 0               | 0      | 0      | 33    | 0     |
| Блэкберн Роверс     | 2024-25          | Чемпионшип                 | 6    | 0    | 2                  | 0                  | 0               | 0               | 0      | 0      | 8     |       |
| Блэкберн Роверс     | Итого            | Итого                      | 6    | 0    | 2                  | 0                  | 0               | 0               | 0      | 0      | 8     | 0     |
| Итого за карьеру    | Итого за карьеру | Итого за карьеру           | 187  | 0    | 11                 | 0                  | 10              | 0               | 0      | 0      | 199   | 0     |

1. ↑  Выступления в Лиге конференций УЕФА

### В сборной
| Сборная     | Год   | Игры | Голы |
| ----------- | ----- | ---- | ---- |
| Венгрия U17 | 2013  | 1    | 0    |
| Венгрия U17 | 2014  | 1    | 0    |
| Итого       | Итого | 2    | 0    |
| Венгрия U19 | 2015  | 1    | 0    |
| Венгрия U19 | 2016  | 0    | 0    |
| Венгрия U19 | 2017  | 0    | 0    |
| Total       | Total | 1    | 0    |
| Венгрия U21 | 2018  | 1    | 0    |
| Венгрия U21 | 2019  | 0    | 0    |
| Венгрия U21 | 2020  | 0    | 0    |
| Итого       | Итого | 1    | 0    |
| Венгрия     | 2021  | 0    | 0    |
| Венгрия     | 2022  | 0    | 0    |
| Венгрия     | 2023  | 0    | 0    |
| Венгрия     | 2024  | 0    | 0    |
| Венгрия     | 2025  | 0    | 0    |
| Итого       | Итого | 0    | 0    |

## Награды
«Академия Пушкаша U19» 
- Чемпион Венгрии U19: 2015–16

 «Академия Пушкаша» 
- Вице-чемпион Национальный чемпионат I: 2020–21

Индивидуальные
- Лучший голкипер сезона в Национальном чемпионате I: 2020–21[12]
- Лучший сейв месяца в Национальном чемпионате I: Сентябрь 2020, Февраль 2021[10][11]